# Tjetjenien
Tjetjenien (ryska: Чеченская Республика; translitteration: Tjetjenskaja Respublika; tjetjenska: Нохчийн Республика; Nochtjnijn Respublika) är en delrepublik i sydvästra Ryssland, på Stora Kaukasus nordsida. Republikens huvudstad är Groznyj.
Tjetjenien har haft många stridigheter med Ryssland, och strävan efter självständighet ledde till första Tjetjenienkriget (1994–1996) och andra Tjetjenienkriget (1999 - 2000). Separatisterna har utropat staten Tjetjenska republiken Itjkerien, som endast erkänts av Georgien.

## Historia
Området som utgör dagens Tjetjenien har länge bebotts av många olika etniska grupper, däribland ryssar. Ryssland invaderade området på 1780-talet. Det muslimska motståndet mot det ryska styret har pågått till och från alltsedan upproren 1785–1791.
Huvudstaden Groznyj grundades som ett ryskt fort av kosackerna år 1818 under det kaukasiska kriget. Tjetjenien och grannen Ingusjien blev, efter långa och utmattande krig, annekterade av Kejsardömet Ryssland 1859 och utgjorde senare den autonoma republiken Tjetjenien-Ingusjien under Sovjettiden.

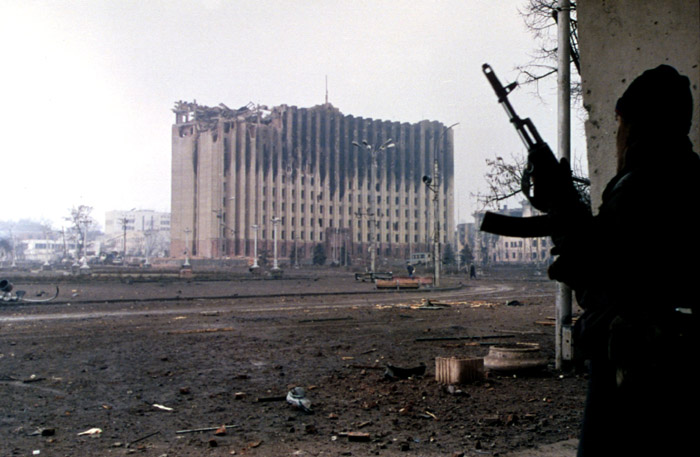
En tjetjensk krigare vid regeringens utbrända palats i huvudstaden Groznyj 1995.

Under andra världskriget utsattes den tjetjenska befolkningen för tvångsförflyttning till Kazakiska SSR. Efter 1956 i samband med avstaliniseringen tilläts tjetjener återvända till sitt hemland. Den nuvarande delrepubliken Tjetjenien skapades efter att Tjetjenien-Ingusjien upplöstes 1991. När Sovjetunionen kollapsade startade en tjetjensk självständighetskamp mot Ryssland.

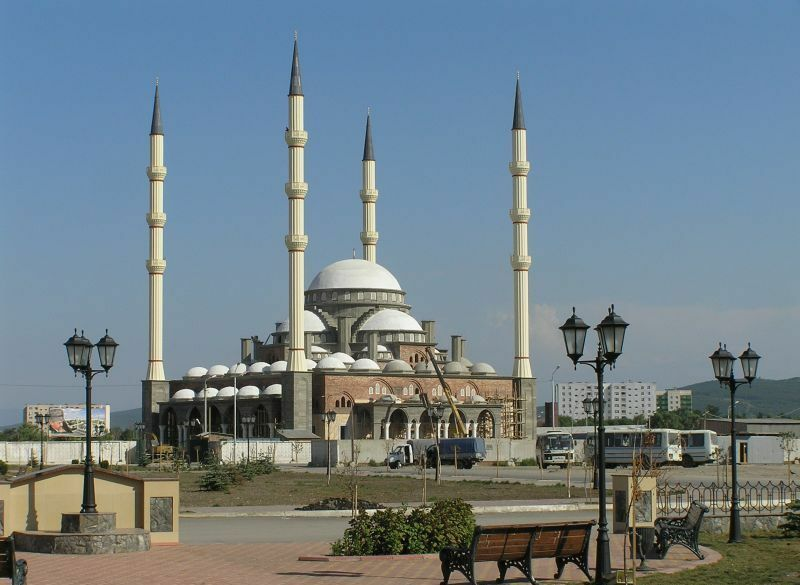
Akhmad Kadyrov-moskén i huvudstaden Grosnyj.

Dzjochar Dudajev, den tjetjenska republikens nationalistiske blivande president, förklarade Tjetjenien självständigt 1991. Under 1994 beordrade Boris Jeltsin trupper om 40 000 man till Tjetjenien, vilket inledde det första Tjetjenienkriget. Tjetjenien hyser viktig oljeindustri och har ett strategiskt viktigt läge. Georgien är det enda landet i världen som erkänner Tjetjenien som en självständig stat.
Det första Tjetjenienkriget inleddes således genom att ryska trupper gick in i området. Det ryska kriget i Tjetjenien kom att påminna om det som Sovjetunionen utkämpade i Afghanistan, fast denna gång inom Rysslands erkända gränser. Rebellerna tillfogade de vid denna tid demoraliserade och illa utrustade ryska styrkorna svåra förluster. Vid 1994 års slut hade ryska trupper fortfarande inte säkrat huvudstaden Groznyj. Efter hårda strider intogs staden i februari 1995. En vapenvila förhandlades fram under ledning av Aleksandr Lebed under 1996 och ett fredsfördrag undertecknades i maj 1997.
I det första fria valet efter kriget i januari 1997 valdes Aslan Maschadov till president. Ryssland erkände valresultatet och verkade först se Maschadov som en acceptabel samarbetspartner, men under senare år har han från ryskt håll beskrivits som terrorist.
1999 blossade striderna åter upp efter att islamistiska separatister, anförda av Sjamil Basajev, invaderat ryskt territorium i Dagestan,  Därmed inleddes det andra Tjetjenienkriget. De tjetjenska separatisterna har organiserat väpnat motstånd i området och kämpar för självständighet från Ryssland. Islamisterna har sedan dess nästintill tillintetgjorts genom Vladimir Putins effektiva men många gånger brutala krigföring. I dag styrs Tjetjenien återigen av Moskva genom Ramzan Kadyrov och andra tjetjener som bytt sida på grund av interna konflikter mellan de olika tjetjenska klaner som finns. Kadyrov tillhör Tjetjeniens mäktigaste familjeklan.

## Geografi

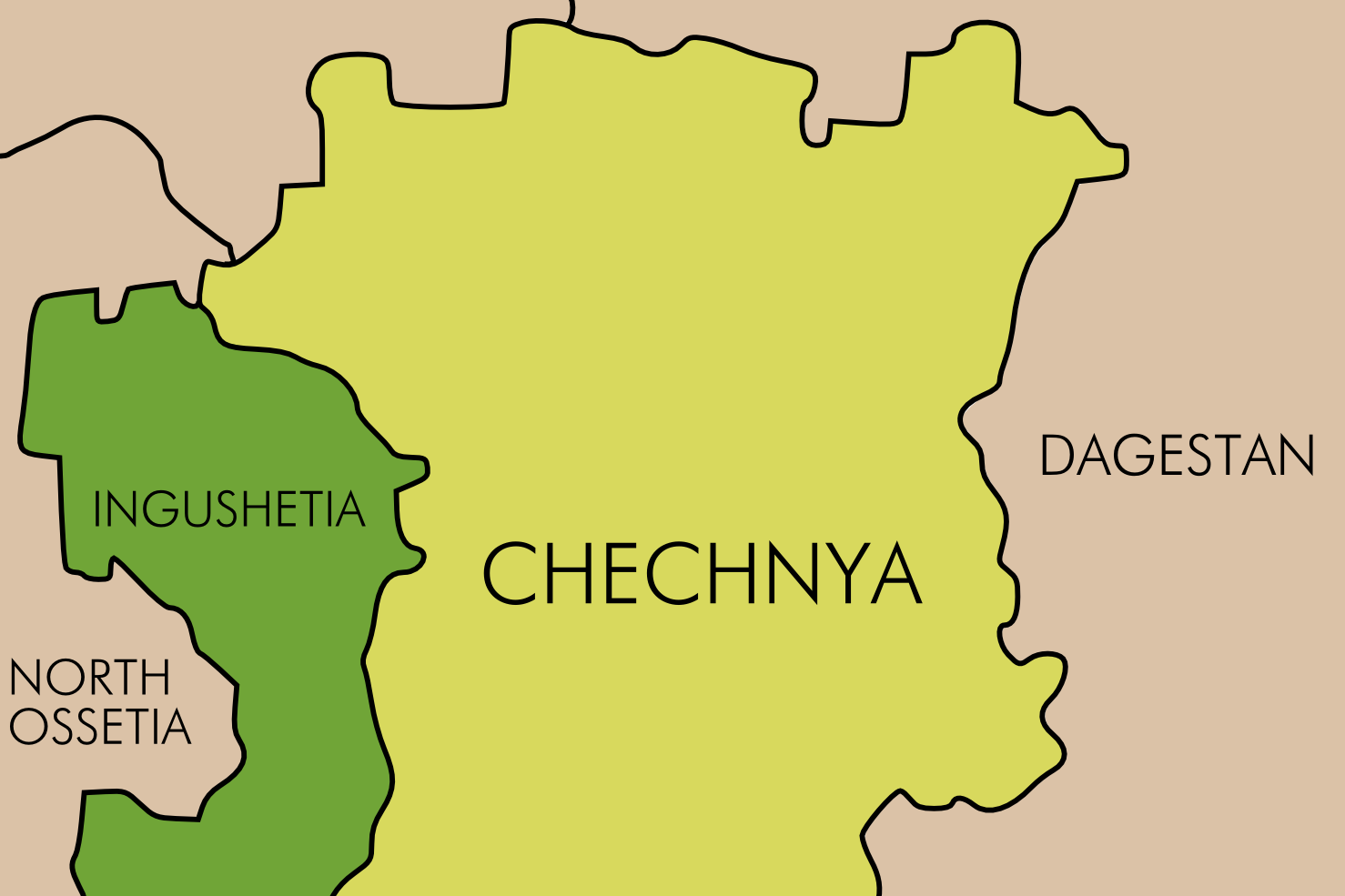
Engelskspråkig karta över Tjetjenien och grannrepublikerne i Kaukasusområdet. Tjetjenien är utmärkt som Chechnya.

Dagens karta över Tjetjenien. År 2018 ockuperade Tjetjenien, med stöd från den ryska regeringen, en del av Ingusjien genom att ändra gränserna, vilket ledde till en politisk kris och omfattande protester i Ingusjien, där flera aktivister fängslades och fick långa straffar.

Tjetjenien har omkring 1,3 miljoner invånare och en areal på 15 700 km². Republiken gränsar till Ingusjien, Nordossetien, Stavropol kraj, Dagestan och Georgien.

### Vattendrag
- Terek
- Sunzja
- Argun

### Större städer
- Argun
- Atjchoj-Martan
- Avtury
- Goragorskij
- Groznyj (huvudstaden)
- Gudermes
- Itum-Kale
- Kurtjaloj
- Naurskaja
- Nozjaj-Jurt
- Ojschara
- Sjali
- Sjatoj
- Sjelkovskaja
- Tjiri-Jurt
- Urus-Martan
- Vedeno
- Znamenskoje

## Demografi
De flesta tjetjener är sunnimuslimer, ofta blandat med en del sufism och förislamsk tradition. Mot slutet av den sovjetiska eran bestod befolkningen till cirka 23 % av ryssar (kosacker inräknade), men andelen har minskat sedan Sovjetunionens upplösning 1991. Kring slutet av 1990-talet uppgick andelen ryssar i Tjetjenien till cirka 5 % av den totala befolkningen.
Två språk talas i landet: ryska och tjetjenska, varav det sistnämnda hör till den nordöstkaukasiska språkfamiljen, som också inkluderar ingusjiska och bats.
Tjetjenien är en av de subnationella entiteter och autonoma republiker i den Ryska Federationen som har yngst befolkning.
- Befolkning: 1 103 686 (2002)
  - I städer: 373 177 (33,8 %)
  - I landsorten: 730 509 (66,2 %)
  - Män: 532 724 (48,3 %)
  - Kvinnor: 570 962 (51,7 %)
- Genomsnittlig ålder: 22,7 år
  - I städer: 22,8 år
  - I landsorten: 22,7 år
  - Män: 21,6 år
  - Kvinnor: 23,9 år
- Antal hushåll: 195 304 (omfattande 1 069 600 individer)
  - I städer: 65 741 (omfattande 365 577 individer)
  - På landsort: 129 563 (omfattande 704 023 individer)

## Administrativ indelning

### Distrikt
Tjetjenien består av följande distrikt (ryska: районы):
- Naurskij (Наурский)
- Sjelkovskoj (Шелковской)
- Nadteretjnyj (Надтеречный)
- Groznenskij (Грозненский)
- Gudermesskij (Гудермесский)
- Atjchoj-Martanovskij (Ачхой-Мартановский)
- Urus-Martanovskij (Урус-Мартановский)
- Sjalinskij (Шалинский)
- Kurtjalojevskij (Курчалоевский)
- Itum-Kalinskij (Итум-Калинский)
- Sjatojskij (Шатойский)
- Vedenskij (Веденский)
- Nozjaj-Jurtovskij (Ножай-Юртовский)
- Sjarojskij (Шаройский)